# Reverence
Reverence es un EP de la banda Emperor de black metal. Fue lanzado como un adelanto de su próximo álbum.

## Lista de canciones
1. "The Loss and Curse of Reverence" – 6:10
2. "In Longing Spirit" – 6:00
3. "Opus a Satana" (versión instrumental de "Inno A Satana") – 4:17

## Créditos
- Ihsahn – Guitarra y voces.
- Samoth – Guitarra y batería.
- Alver - Bajo.